# Graphium agamemnon
Graphium agamemnon är en fjärilsart som först beskrevs av Carl von Linné 1758.  Graphium agamemnon ingår i släktet Graphium och familjen riddarfjärilar. Inga underarter finns listade i Catalogue of Life.

## Bildgalleri

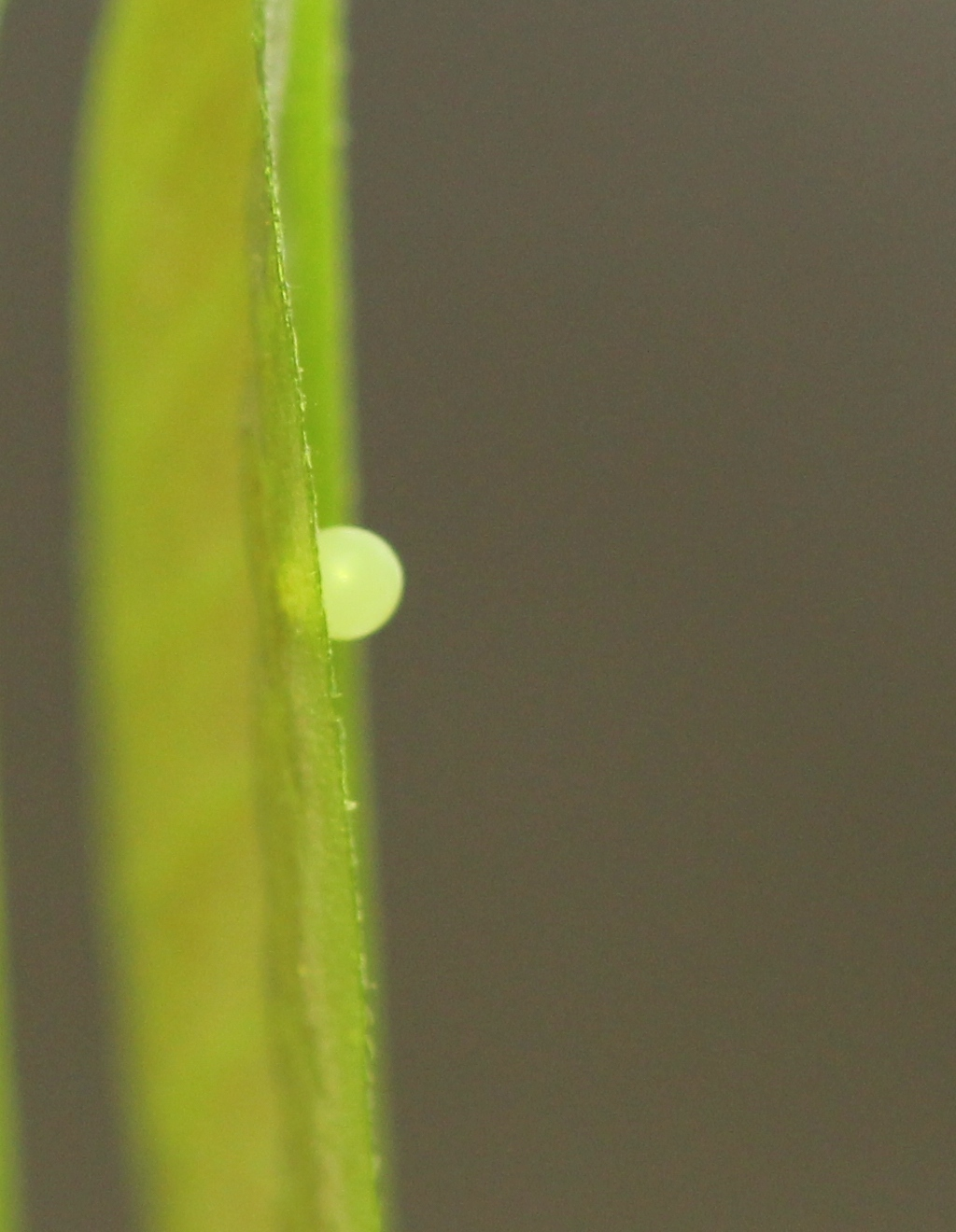
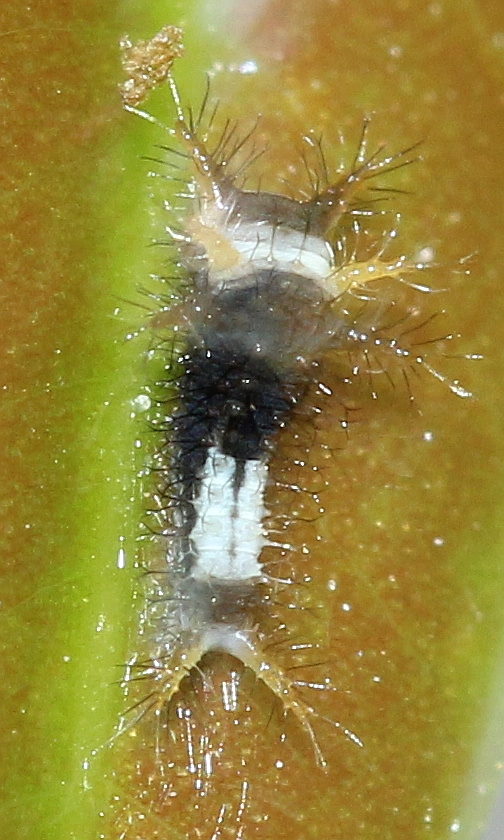
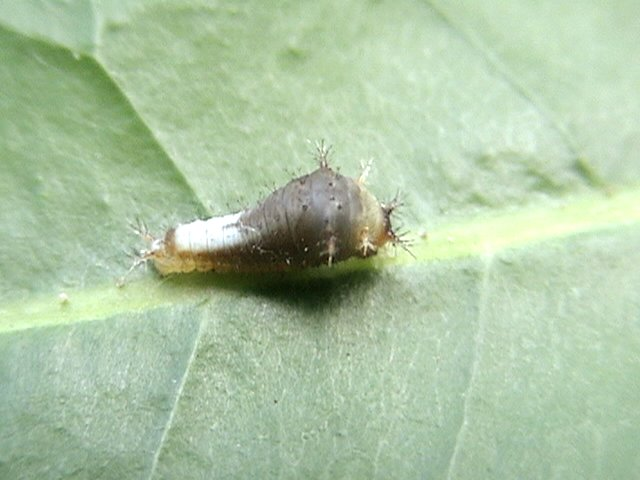
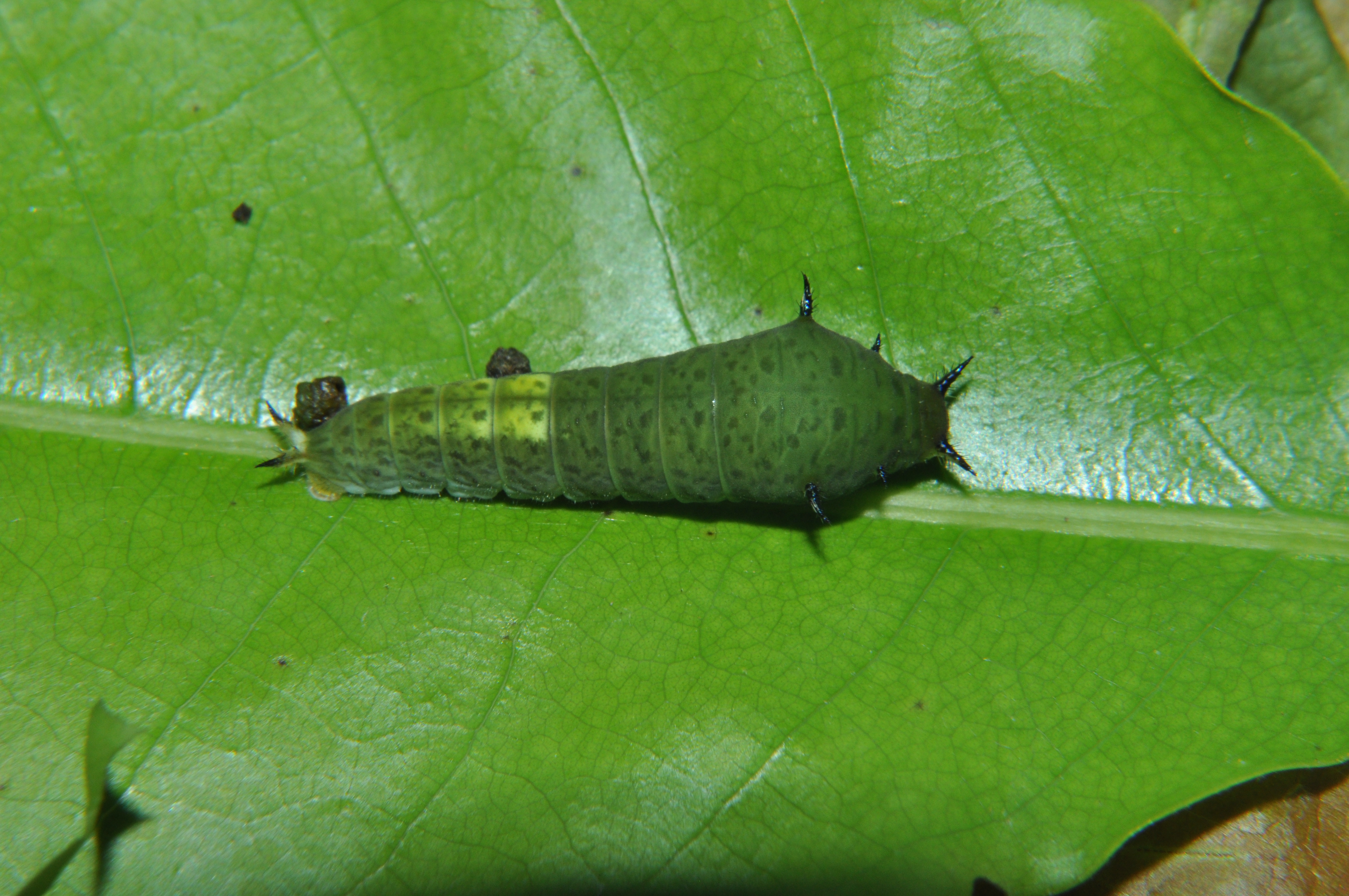
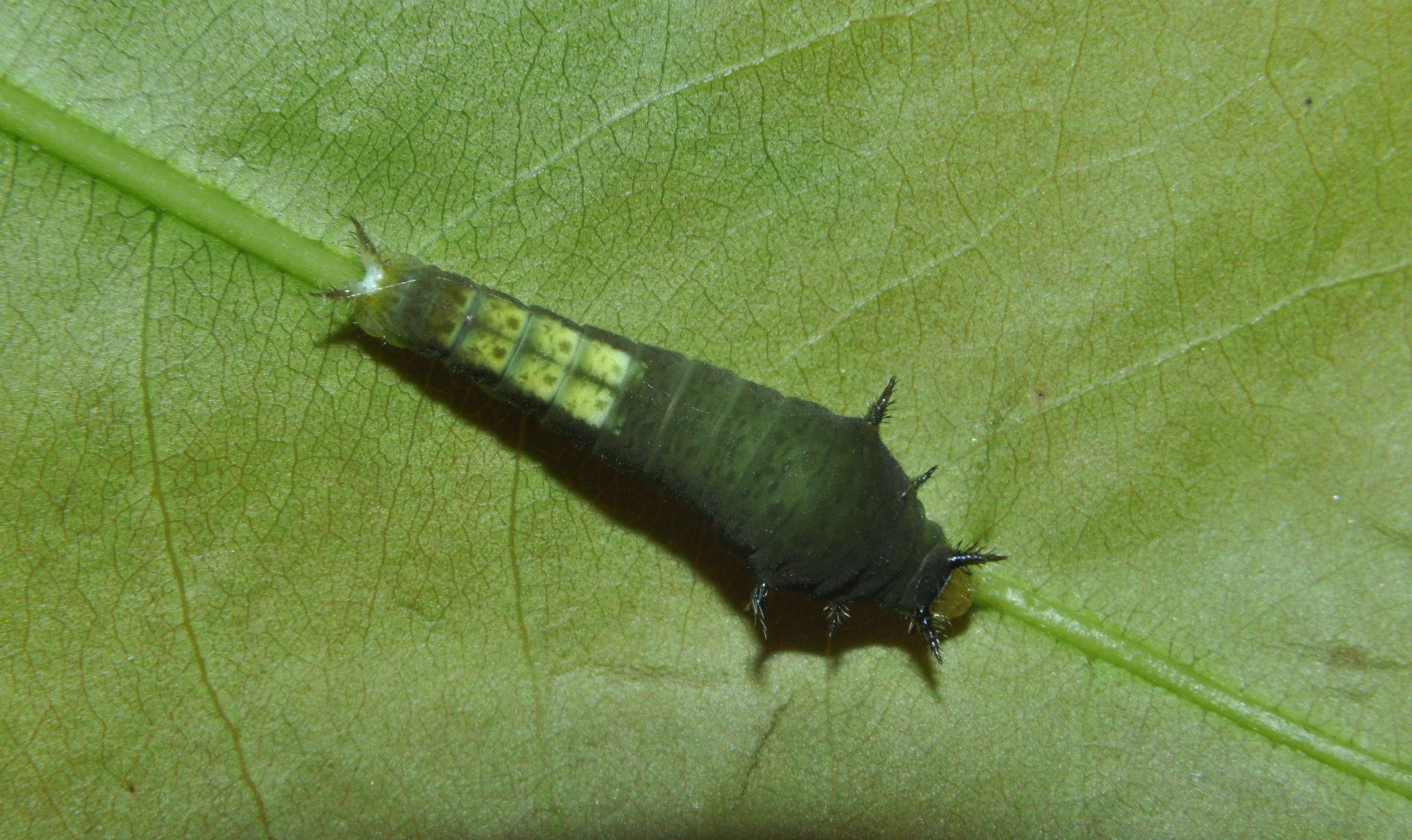
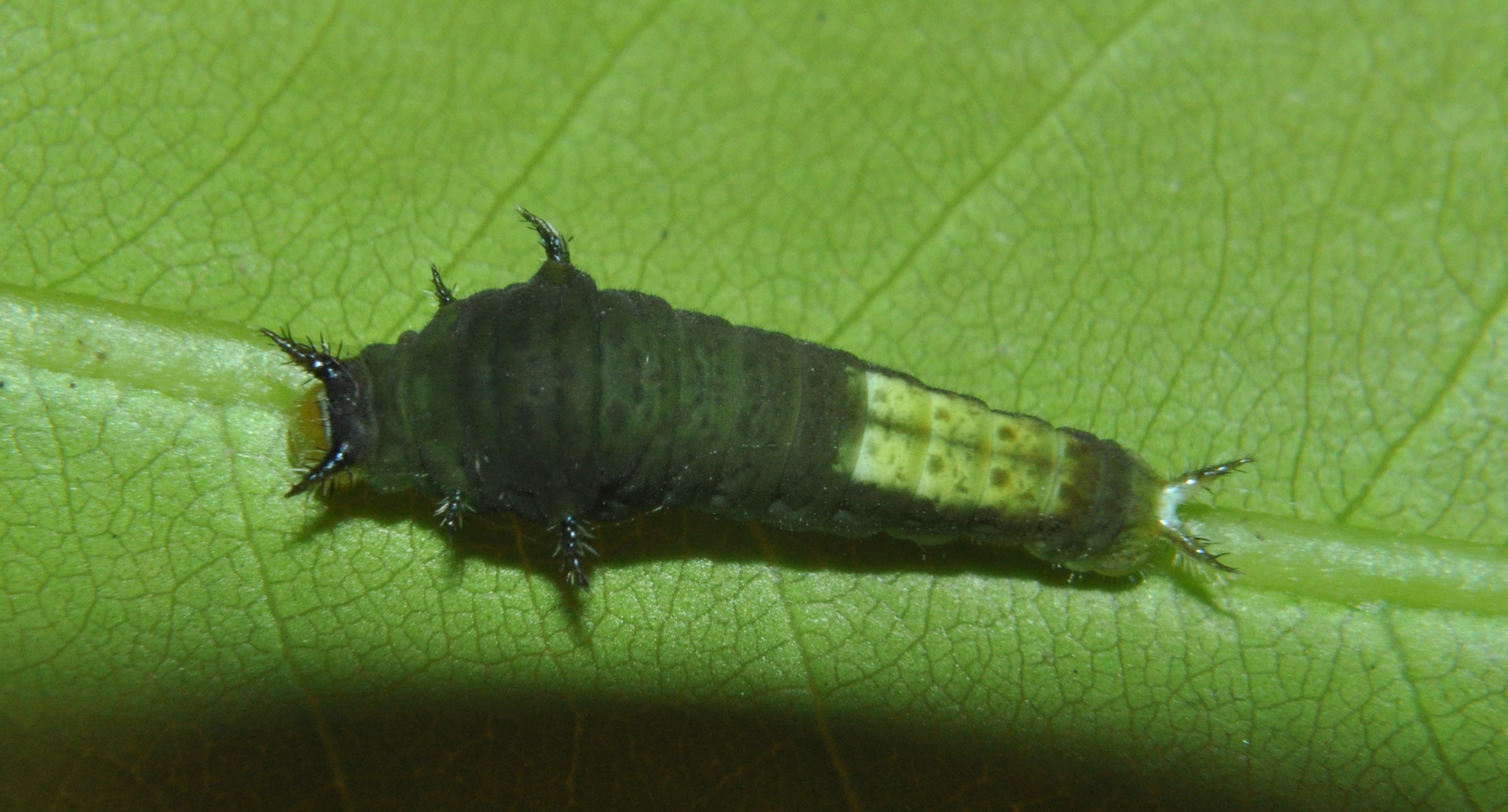
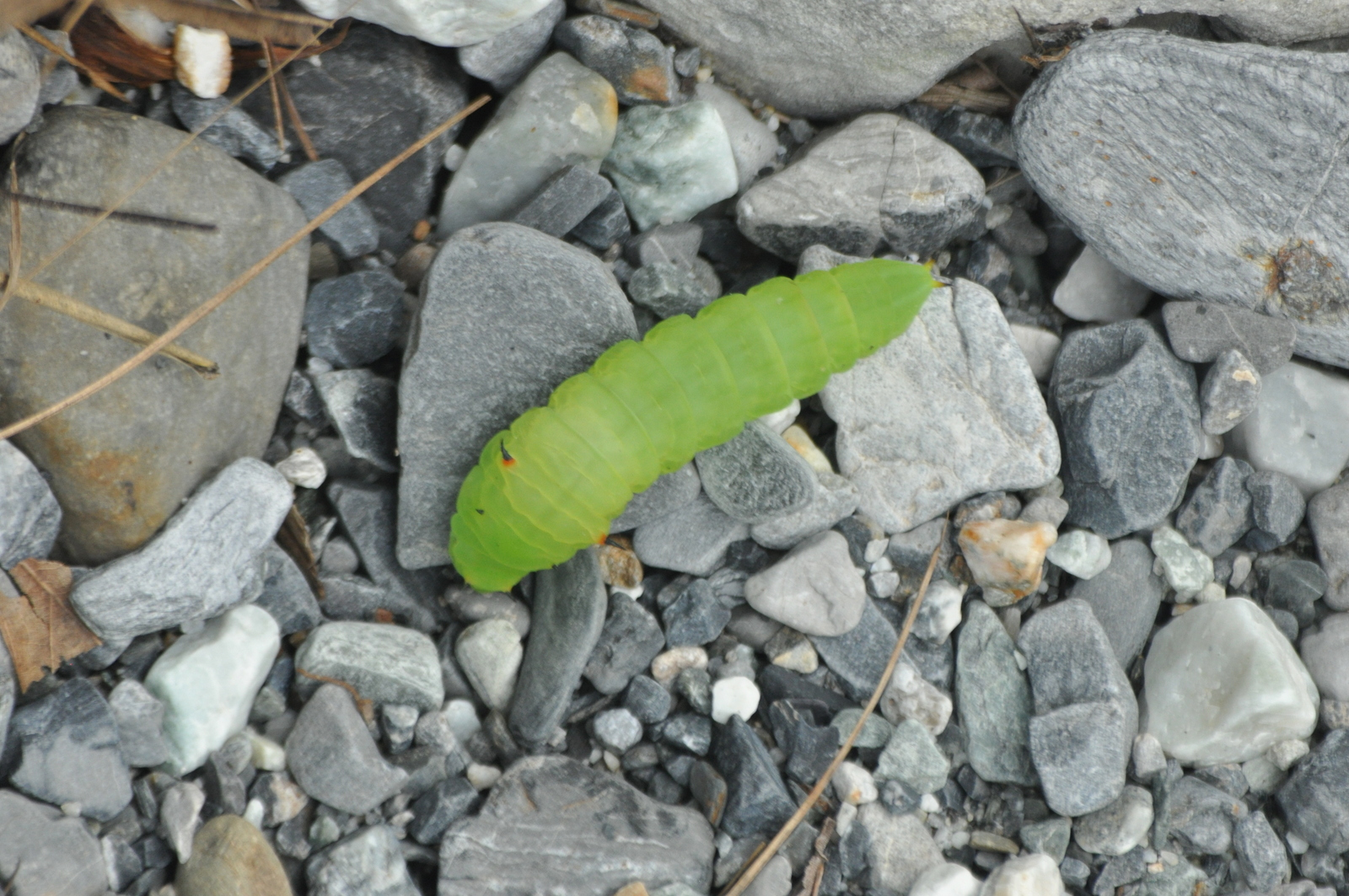
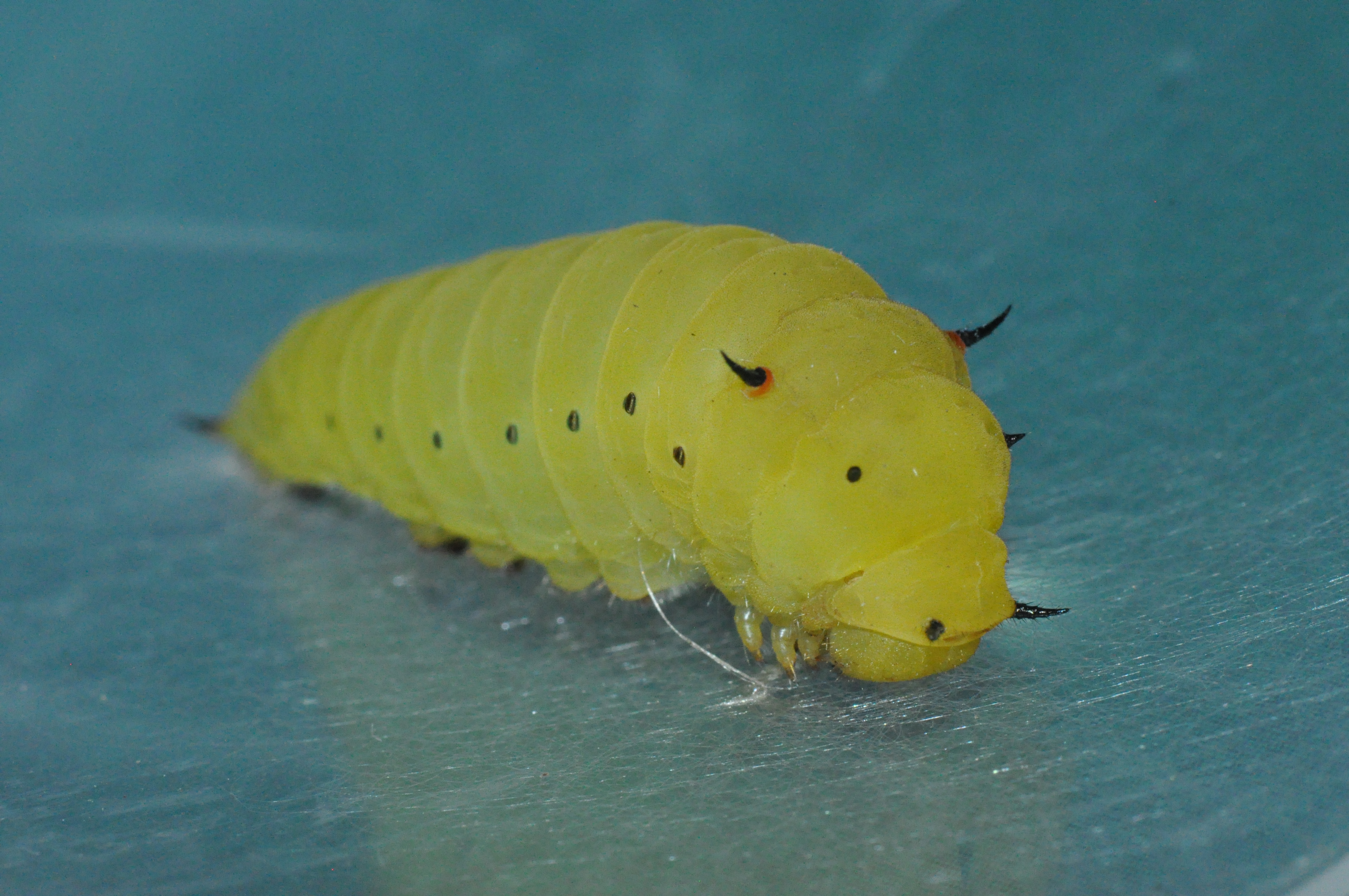
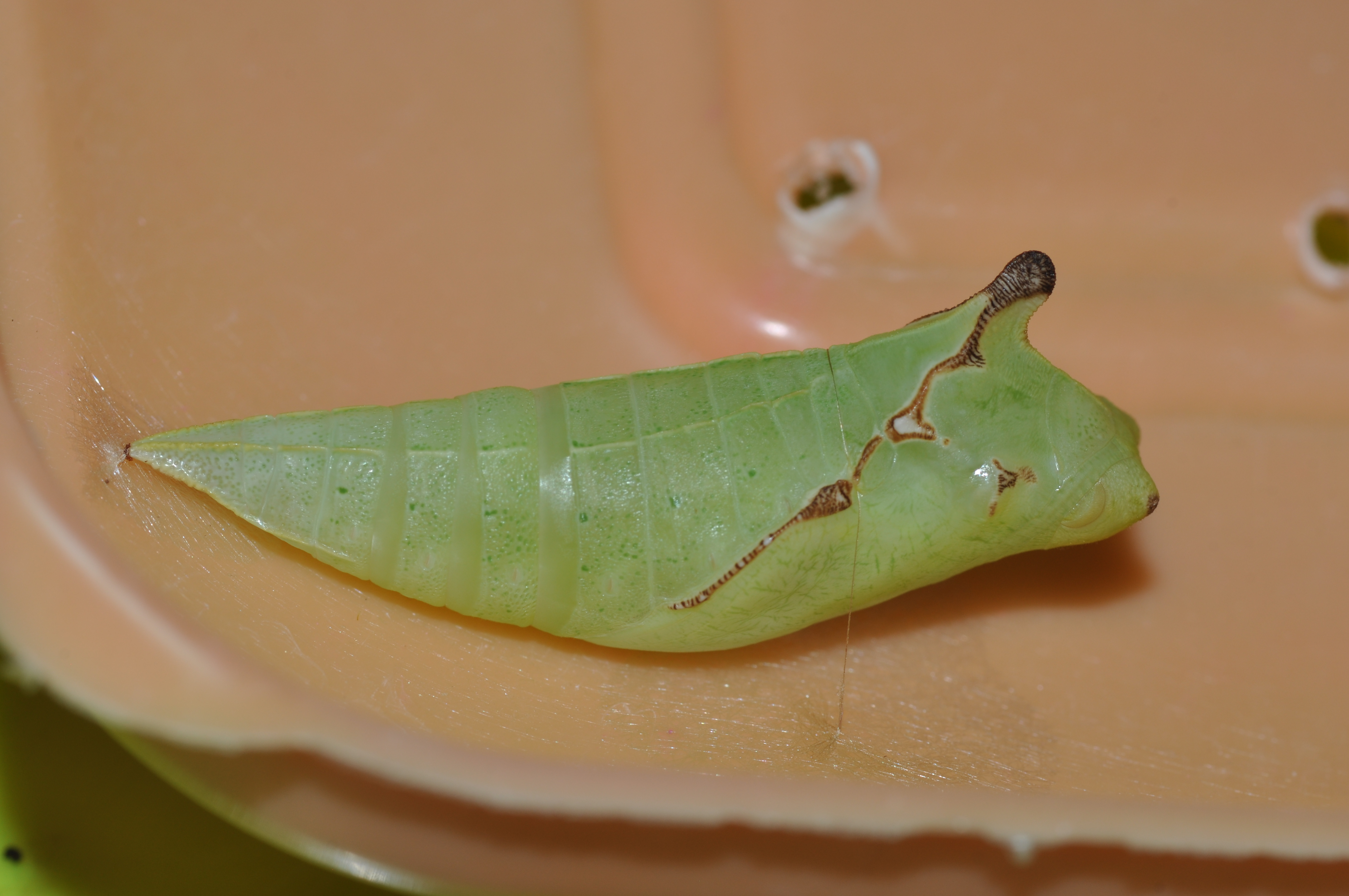
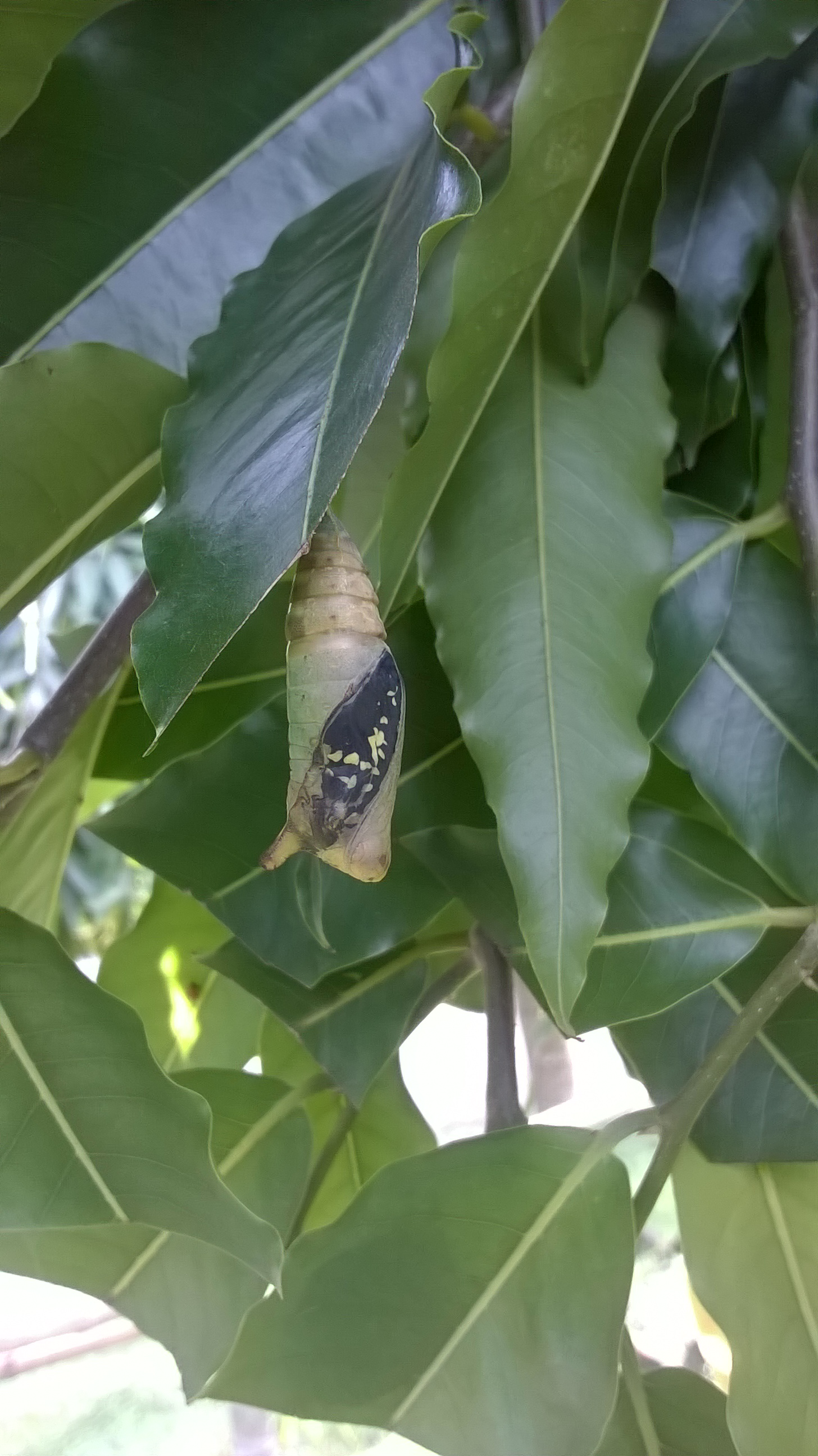